# Ljudska fronta
Ljudska fronta je politična zveza komunistične partije, organizirane v kominterni, z drugimi strankami in organizacijami proti fašizmu, za mir, demokratične svoboščine in socialno pravičnost. 
Zamisel o ljudski fronti se je najprej porodila leta 1934 v KP Francije. Kominterna jo je najprej sprejela z zadržki, saj je pomenila odmik od gesla o razrednem boju, na svojem sedmem kongresu leta 1935 pa je nato priporočila ljudskofrontno povezovanje kot politiko za vse svoje sekcije. Glede na različne razmere v posameznih državah je bilo sodelovanje komunistov ne samo z delavskimi, ampak tudi z opozicijskimi meščanskimi strankami pri usmeritvi, metodi in taktiki dela dokaj raznovrstno, tudi nasprotujoče si, kot npr. v Španiji.
Leta 1931 je zmagala na volitvah.